# Warpath (Tabletop)
Warpath ist ein Science-Fiction-Tabletop-Spiel des Herstellers Mantic Ltd. Warpath spielt in einer weit entfernten Zukunft, in der die Menschheit, inzwischen geeint durch die Corporation, mit den Außerirdischen der Galaxie in Konkurrenz steht. Die Corporation verfolgt das Ziel Kontakt mit Aliens aufzunehmen und sie nach und nach in ihre Einflusssphäre, die sogenannte Co-prosperity-Sphere, zu integrieren, wenn nötig, mit allen erdenklichen politischen und militärischen Mitteln.
Der Spieleautor ist Alessio Cavatore, der früher bei Games Workshop u. a. Regeln für die Spiele Der Herr der Ringe, Warmaster und Warhammer 40.000 schrieb.

## Release
Nachdem die Regeln schon in einer Beta-Version seit 2010 auf der Website von Mantic verfügbar waren, erschienen im November 2011 die ersten Miniaturen der Fraktionen Forge Fathers und Marauders. Inzwischen sind die Miniaturen für die Corporation und die Veer-Myn erschienen. 

## Miniaturen und Gelände
Die Miniaturen sind im Maßstab 28 mm, was etwa 1:60 entspricht. Durch den im Tabletop üblichen Maßstab können die Miniaturen auch in anderen Science-Fiction-Spielsystemen, wie z. B. Warhammer 40,000, verwendet werden. Für das Spiel wird eine Tischplatte mit Geländeausstattung und einer Fläche von 1,20 × 1,80 Metern benötigt, die von den Spielern selbst hergestellt werden muss.

## Fraktionen
Bisher sind vier Fraktionen als Miniaturen erschienen, Forge Fathers, Marauders, Corporation und Veer-Myn. Weitere Fraktionen wurden angekündigt.

### Forge Fathers
Das Sternenreich (Star Realm) der Forge Fathers liegt näher am Zentrum der Galaxie als das der Corporation. Sie können trotzdem in der ganzen Galaxie gefunden werden. Kleinwüchsig gegenüber den Menschen werden sie von diesen auch als Zwerge bezeichnet. Sie sind bisher die einzige Rasse, die sich dem Einfluss der Corporation vollständig entziehen konnte. Handel findet immer nach den Bedingungen der Forge Fathers statt.
Mit der am weitesten entwickelten Technologie haben die Forge Fathers bisher jede Invasion seitens der Corporation in ihr Territorium abgewehrt. Keine Welt der Forge Fathers, oder auch kein Klan konnte bisher in die Co-prosperity Sphere integriert werden.
Die Forge Fathers weisen soziale und physische Eigenschaften auf, die gemeinhin mit Zwergen in einer Fantasywelt assoziiert werden. Sie sind kleinwüchsig, stark, starrköpfig, standhaft, besitzen einen ausgeprägten Ehrenkodex, sind in Klans strukturiert und verstehen sich auf das Schmiedehandwerk. Letzteres resultiert in ihrer technologischen Überlegenheit.

### Marauders
Marauders sind kriegerische Wesen die nach der Entdeckung durch die Corporation in diese eingegliedert werden sollten. Die dafür zuständige Expedition konnte aber das kriegerische Volk nicht bezwingen. Die Corporation bemerkte, dass die Marauders genauso gegeneinander wie gegen jeden anderen kämpfen, solange sie nur jemand dafür bezahlt. Sie nahm die Marauders als Hilfstruppen in die eigenen Streitkräfte auf und nutzte sie in vielen Feldzügen erfolgreich. Die Marauders, oder Orx, wie sie sich in ihrer eigenen groben Sprache bezeichnen, wandten sich gegen ihre alten Meister. Jetzt ziehen sie durch die Galaxis und verkaufen ihre kriegerischen Dienste jedem, der dafür bereit ist zu bezahlen. In Zeiten des Friedens werden sie zur größten Bedrohung desselben.
Die Orx weisen soziale und physische Eigenschaften auf, die gemeinhin mit Orks einer Fantasywelt assoziiert werden. Sie sind groß, stark, grünhäutig und einfältig. Ihre soziale Struktur erscheint barbarisch. Der Stärkste übernimmt natürlicherweise immer die Führung. Die liebste und einzige Beschäftigung der Marauders ist der Krieg. Dabei spielt es keine Rolle, gegen wen sich ihre Gewalt richtet.

### Corporation
Das Reich der Corporation nennt sich Co-prosperity Sphere und stellt das Reich der Menschen dar. Die Corporation versucht jede Gemeinschaft, auf die sie treffen, egal ob menschlich oder außerirdisch in die Co-prosperity Sphere zu integrieren. Die Corporation verspricht zunächst die wirtschaftliche und politische Teilhabe an ihrer reichen Gesellschaft. Dabei ist sie um kein Täuschungsmanöver verlegen. Sollte ihr Angebot trotzdem nicht angenommen werden schlägt die Corporation mit aller militärischen Härte zu. Ob nun mit oder ohne Krieg enden die einverleibten Völker immer in Armut und Knechtschaft um der Corporation die wirtschaftliche Ausbeutung des neuen Territoriums zu sichern.

### Veer-Myn
Die Veer-Myn (von engl. vermin: Ungeziefer) haben sich aus den Ratten, die es in jedem Schiff anzutreffen gibt, entwickelt. Es ist nicht geklärt, ob sie ein Experiment darstellen, oder sich von selbst entwickelt haben. Jedoch die natürlich Entwicklung einer Ratte in die Größe eines Menschen innerhalb von 1000 Jahren gilt als unwahrscheinlich. Sie leben hauptsächlich unter der Erde und legen ein Verhalten an den Tag, das allgemein mit Ratten in Verbindung gebracht wird. Ihre Waffen stellen immer auf irgendeine Weise einen Bezug zu Bohrmaschinen her, mit denen sie die härtesten Panzer knacken können. Jedoch ist ihre Technologie eher primitiv. Die Veer-Myn bestechen militärisch eher durch ihre Masse.

## Regelsystem
Bevor die Miniaturen auf den Markt kamen, veröffentlichte Mantic bereits die Regeln. Spieler sollten die neuen Regeln mit eigenen Miniaturen testen, um die Möglichkeit wahrzunehmen, die Regeln durch Rückmeldung stetig zu verbessern. Mit dem Erscheinen der Miniaturen im November 2011 beendete Mantic die Beta Edition. Die derzeitige Version nennt sich First Edition. Sie kann, wie auch die Armeelisten, von der Website geladen werden.
Der Umfang der Regeln von 16 Seiten ist gegenüber vergleichbaren Spielen eher gering.
In vielerlei Hinsicht lassen sich Ähnlichkeiten mit dem Fantasy System Kings of War der Firma Mantic finden, das ebenfalls von Alessio Cavatore geschrieben wurde. So werden z. B. einzelne Miniaturen der Einheiten nicht aus dem Spiel entfernt. Ab einem bestimmten Schadenswert verlässt die gesamte Einheit das Spiel. Zuvor modifiziert sich keine Eigenschaft der Einheit aufgrund des erhaltenen Schadens. Einzelne Figuren besitzen keine Eigenschaften, sondern immer nur die gesamte Einheit.